# Vessau
Vessau (en francès Vesseaux) és un municipi francès situat al departament de l'Ardecha i a la regió d'Alvèrnia-Roine-Alps. L'any 2007 tenia 1.543 habitants.

## Demografia

### Població
El 2007 la població de fet de Vesseaux era de 1.543 persones. Hi havia 587 famílies de les quals 141 eren unipersonals (78 homes vivint sols i 63 dones vivint soles), 160 parelles sense fills, 223 parelles amb fills i 63 famílies monoparentals amb fills.
La població ha evolucionat segons el següent gràfic:
Habitants censats

### Habitatges
El 2007 hi havia 741 habitatges, 602 eren l'habitatge principal de la família, 93 eren segones residències i 46 estaven desocupats. 685 eren cases i 57 eren apartaments. Dels 602 habitatges principals, 484 estaven ocupats pels seus propietaris, 101 estaven llogats i ocupats pels llogaters i 18 estaven cedits a títol gratuït; 2 tenien una cambra, 20 en tenien dues, 89 en tenien tres, 209 en tenien quatre i 283 en tenien cinc o més. 489 habitatges disposaven pel capbaix d'una plaça de pàrquing. A 218 habitatges hi havia un automòbil i a 354 n'hi havia dos o més.

### Piràmide de població
La piràmide de població per edats i sexe el 2009 era:
| Homes | Edats   | Dones |
| ----- | ------- | ----- |
| 0     | 95 o +  | 4     |
| 4     | 90 a 94 | 12    |
| 8     | 85 a 89 | 24    |
| 20    | 80 a 84 | 24    |
| 8     | 75 a 79 | 32    |
| 20    | 70 a 74 | 20    |
| 44    | 65 a 69 | 52    |
| 36    | 60 a 64 | 36    |
| 28    | 55 a 59 | 16    |
| 20    | 50 a 54 | 48    |
| 56    | 45 a 49 | 36    |
| 48    | 40 a 44 | 64    |
| 36    | 35 a 39 | 36    |
| 52    | 30 a 34 | 40    |
| 36    | 25 a 29 | 48    |
| 28    | 20 a 24 | 24    |
| 28    | 15 a 19 | 36    |
| 44    | 10 a 14 | 52    |
| 40    | 5 a 9   | 32    |
| 40    | 0 a 4   | 24    |

## Economia
El 2007 la població en edat de treballar era de 970 persones, 715 eren actives i 255 eren inactives. De les 715 persones actives 650 estaven ocupades (344 homes i 306 dones) i 64 estaven aturades (26 homes i 38 dones). De les 255 persones inactives 103 estaven jubilades, 72 estaven estudiant i 80 estaven classificades com a «altres inactius».

### Ingressos
El 2009 a Vesseaux hi havia 606 unitats fiscals que integraven 1.553,5 persones, la mediana anual d'ingressos fiscals per persona era de 16.516 €.

### Activitats econòmiques
Dels 65 establiments que hi havia el 2007, 2 eren d'empreses alimentàries, 4 d'empreses de fabricació d'altres productes industrials, 17 d'empreses de construcció, 11 d'empreses de comerç i reparació d'automòbils, 3 d'empreses de transport, 5 d'empreses d'hostatgeria i restauració, 1 d'una empresa d'informació i comunicació, 1 d'una empresa financera, 2 d'empreses immobiliàries, 9 d'empreses de serveis, 7 d'entitats de l'administració pública i 3 d'empreses classificades com a «altres activitats de serveis».
Dels 18 establiments de servei als particulars que hi havia el 2009, 1 era una oficina de correu, 1 taller de reparació d'automòbils i de material agrícola, 4 paletes, 3 guixaires pintors, 1 fusteria, 2 lampisteries, 2 electricistes, 2 perruqueries i 2 restaurants.
Dels 3 establiments comercials que hi havia el 2009, 1 era una botiga de menys de 120 m², 1 una fleca i 1 una carnisseria.
L'any 2000 a Vesseaux hi havia 39 explotacions agrícoles que ocupaven un total de 156 hectàrees.

## Equipaments sanitaris i escolars
El 2009 hi havia 2 escoles elementals.

## Poblacions més properes
El següent diagrama mostra les poblacions més properes.